# Le Poisson Rouge (New York)
Pour les articles homonymes, voir Poisson rouge (homonymie).
Le Poisson Rouge (en français) ou LPR est un cabaret-salle de spectacle-club de jazz et une scène multiculturelle de 2008, du quartier Greenwich Village de Manhattan à New York.

## Histoire
Le Poisson Rouge est situé sur le lieu historique de l'ancien club de jazz The Village Gate, au sous-sol du 158 Bleecker Street du quartier Greenwich Village de Manhattan à New York. 

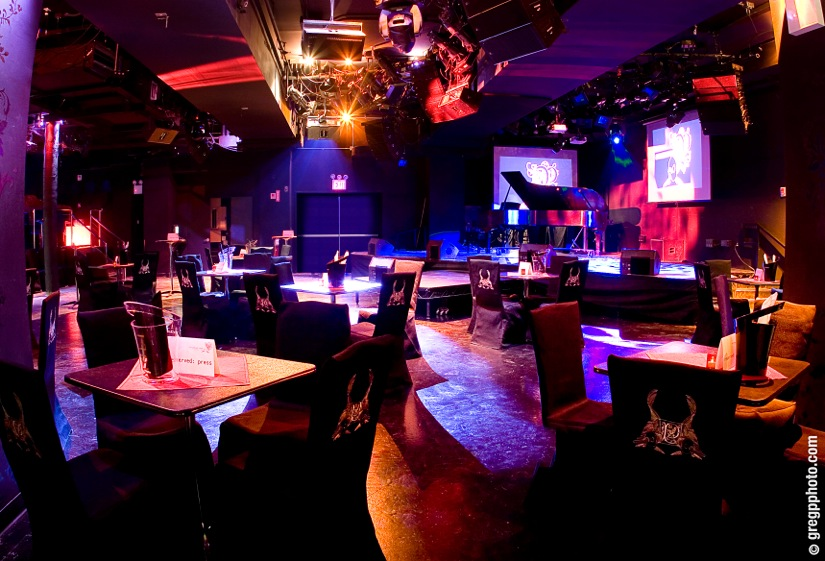
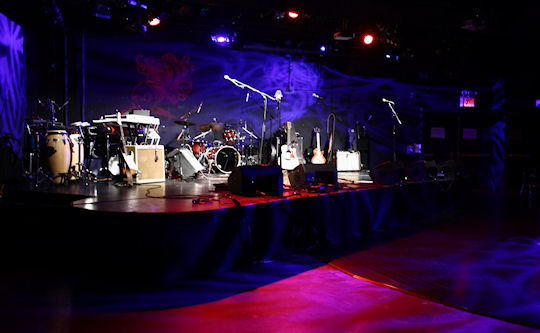

Il a été fondé en 2008 par deux jeunes musiciens classiques formés à la Manhattan School of Music, le violoncelliste Justin Kantor et le violoniste et compositeur David Handler, assistés par Art D'Lugoff (en), l’ancien directeur du Village Gate.

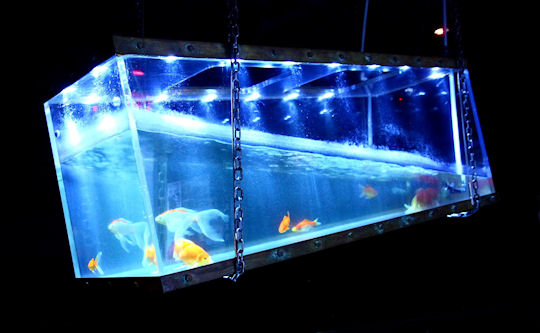
Aquarium de poissons rouges suspendu, de l'entrée du club.

L'idée des fondateurs était de proposer un « cabaret multimédia, dédié à la fusion de l'art et des cultures populaires », un lieu pouvant recevoir des concerts de musique classique ou contemporaine, de jazz, de rock ou de musiques du monde, ainsi que des performances de théâtre ou de danse. L'espace insonorisé est conçu pour recevoir 300 places assises ou 750 places debout. John Storyk (en), architecte et acousticien, a travaillé particulièrement sur le design et la flexibilité de l'espace et sa qualité acoustique. Un bar insonorisé attenant à la salle de concert propose également une formule simple de restauration à la carte, et un salon de thé l'après-midi.

## Les artistes
Plusieurs concerts ont lieu chaque soir de la semaine à partir de 18 ou 19 heures.
De nombreux artistes se sont produits au LPR, parmi lesquels A Camp, Afrika Bambaataa, Atlas Sound, Audion, Beach House, Bill Laswell, Brad Mehldau, Brendan Benson, Buraka Som Sistema, Chico Hamilton, Cocoon, Dan Deacon, Debbie Harry, Deerhoof, Deerhunter, Dionysos, Dungen, The Fiery Furnaces, Flying Lotus, Friendly Fires, Glenn Branca, Hot Chip, Jay Reatard, Jóhann Jóhannsson, John Hollenbeck, John Wesley Harding's Cabinet of Wonders, John Zorn, Jovanotti, Juana Molina, K'Naan, Kieran Hebden & Steve Reid, Laurie Anderson, Lionel Loueke, Little Boots, Lou Reed, Lykke Li, Marc Ribot Trio, Max Richter, Medeski, Martin and Wood, Mika, Mira Nair, Moby, Moritz von Oswald, Mos Def, Múm, Nellie McKay, Nico Muhly, No Age, Norah Jones, Paul Simon, Philip Glass, Raekwon, Rokia Traore, Salman Rushdie, School of Seven Bells, Sébastien Tellier, Shearwater, Sleigh Bells, Steve Reich, Terry Riley, They Might Be Giants, Throbbing Gristle, Tinariwen, Tortoise, Toumani Diabaté, Wale…